# Борци (војска)
Борци (комбатанти) су особе које учествују у вршењу ратних дејстава. У литератури се обично разликују редовни борци (привилеговани, старији назив легитимни) и нередовни борци (непривилеговани, старији назив нелегитимни).
Редовни борци учествују у војним операцијама као униформисани припадници оружаних снага. Нередовни борци учествују у ратним дејствима али немају статус припадника оружаних снага. Они не уживају заштиту које ратно право пружа редовним борцима.
Коришћење нередовних бораца није повреда ратног права, нити држава која их користи за то правно одговара. Противник међутим ка њима може користити строже мјере. Могу бити изведени пред суд и кажњени. Разлика између једних и других је само у томе што ратно право пружа већу заштиту редовним борцима.
Неборцима се по Хашкој конвенцији из 1907. сматрају лица која не учествују непосредно у сукобу а оружје носе ради личне одбране (техничко особље, интендантско и друго особље). Колико је могуће треба да буду поштеђени дејстава, а ако и учествују у борби не чине тиме незаконит акт.

## Историја
У античка времена, непријатељима се често сматрало читаво становништво противника, борци и неборци. Тек од 18. вијека подјела се јасније дефинише. Данас је свуда прихваћена подјела на војску и цивилно становништво које треба поштедјети од борбених дејстава.
Хашке конвенције из 1899. и 1907. су пружиле заштиту устаницима и нередовним војним јединицама. 1899. године, уз велико противљење Њемачке и Аустроугарске усвојени су неки принципи којима је дозвољено дјеловање милиције или добровољачке војске уз 4 услова:
- Да на челу имају команданта одговорног за потчињене
- Да имају сталан знак распознавања, уочљив на даљини
- Да носе оружје видљиво (не сакривено) и
- Да се придржавају обичаја и закона рата.

И становништво устало у борбу је добило статус бораца под условом да се придржавају обичаја и закона рата.
Конвенција из 1907. је додала да устаничко становништво мора да отворено носи оружје.
Нијемци никада нису прихватили интерпретацију да су народни устанци дозвољени по међународном праву. Зато су вршили звјерства при гушењу устанка у Белгији 1914. и Србији 1917. (Топлички устанак). Аустроугари су 1914. стријељали припаднике четничких јединица и српске војске трећег позива зато што нису имали униформе. Централне силе су оспоравале и правни статус колонијалних трупа сматрајући их дивљацима који не могу поштовати обичаје рата.
У Другом свјетском рату Силе Осовине нису признавали статус бораца партизанима и борцима покрета отпора. Наредба Хитлера од 17. јуна 1938, упутство трупама пред напад на СССР, декрет Ноћ и Магла ([[Nacht und Nebel|), и разна наређења и одредбе команданата у окупираним земљама су предвиђали смртну казну за нередовне борце, па и за скривање оружја, помоћ герилцима и тако даље.
Само у Грчкој, Белгији и Француској је тако убијено преко 100 000 људи. Југославенски партизани, и партизански рањеници су звјерски убијани послије заробљавања. Наредба ВШ НОВ и ПОЈ од 8. новембра 1941. је забрањивала под пријетњом смрти одмазду за ове поступке.
Женевска конвенција из 1949. коначно недвосмислено признаје право ратних заробљеника и припадницима герилских и нередовних организација, под условом да поштују 4 горенаведена правила. Оспоравање овог углавном долази од захтјева да нередовни борци буду респознатљиви на даљини, што отвара простор за двосмислена тумачења и оспоравање статуса.